# جيمي جان-لويس
جيمي جان-لويس (بالفرنسية: Jimmy Jean-Louis)‏ هو لاعب كرة قدم وعارض وممثل هايتي، ولد في 8 أغسطس 1968 في بيتيونفيل في هايتي.

## أعمال

### أفلام
- (2002) هوية بورن[4]
- (2003) جريمة قتل هوليوودية[5]
- (2015) جوي[6]

- (2024) حياة الماعز، بدور إبراهيم قادري

## وصلات خارجية
- جيمي جان-لويس على موقع IMDb (الإنجليزية)
- جيمي جان-لويس على موقع ألو سيني (الفرنسية)
- جيمي جان-لويس على موقع أول موفي (الإنجليزية)
- جيمي جان-لويس على موقع قاعدة بيانات الفيلم (الإنجليزية)
- جيمي جان-لويس على موقع كينوبويسك (الروسية)